# Niederländische Badmintonmeisterschaft 1975
Die Niederländische Badmintonmeisterschaft 1975 war die 34. Austragung der nationalen Titelkämpfe im Badminton in den Niederlanden. Sie fand bereits am 14. und 15. Dezember 1974 in Utrecht statt.

## Finalresultate
| Disziplin    | Sieger                           | Finalist                              | Ergebnis          |
| ------------ | -------------------------------- | ------------------------------------- | ----------------- |
| Herreneinzel | Rob Ridder                       | Piet Ridder                           | 15-11, 9-15, 15-3 |
| Dameneinzel  | Joke van Beusekom                | Marjan Luesken                        | 11-8, 11-8        |
| Herrendoppel | Clemens Wortel Guus de Vogel     | Boudewijn Ridder Rob Ridder           | 15-11, 15-8       |
| Damendoppel  | Joke van Beusekom Marjan Luesken | Marja Ridder Agnes van der Meulen     | 15-6, 15-7        |
| Mixed        | Rob Ridder Marja Ridder          | Herman Leidelmeijer Joke van Beusekom | 10-15, 15-7, 15-9 |